# Pante (Lhoksukon)
Pante is een bestuurslaag in het regentschap Aceh Utara van de provincie Atjeh, Indonesië. Pante telt 1010 inwoners (volkstelling 2010).